# Canto delle balene

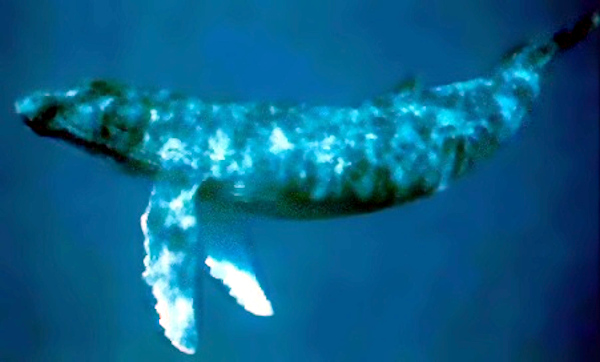
Le megattere sono ben note per i loro suoni.

Il canto delle balene consiste in una serie di suoni emessi dai cetacei per poter comunicare. La parola "canto" è usata in particolare per descrivere il campione di suoni prevedibili e ripetibili prodotti da determinate specie di balene (specialmente la  megattera, Megaptera novaeangliae) in un modo che ai cetologi ricorda il canto umano.
Il processo biologico usato per produrre i suoni varia da una famiglia di Cetacei all'altra. Tutti i Cetacei, comunque, (balene, delfini e focene) sono molto più dipendenti dal suono per la comunicazione e i sensi rispetto ai loro cugini terrestri perché l'assorbimento della luce da parte dell'acqua rende la visione difficile e perché il movimento relativamente lento dell'acqua rispetto all'aria diminuisce l'efficacia del senso dell'olfatto. 
L'incremento del rumore ambientale nel mondo oceanico causato dalla navigazione è alla base delle lamentele degli ambientalisti sul fatto che gli umani stiano distruggendo questa importante caratteristica dell'habitat marino.

## Produzione del suono
Gli umani producono il suono espellendo aria attraverso la laringe. Le corde vocali all'interno della laringe si aprono e chiudono quanto necessario per separare il flusso d'aria in sacche aeree distinte. Queste sacche vengono modellate dalla gola, dalla lingua e dalle labbra per produrre il suono desiderato.
La produzione del suono nei cetacei differisce da questo meccanismo, ed è diverso anche nei due principali sottordini dei cetacei: gli odontoceti (di cui fanno parte i delfini) e i misticeti (che comprendono le grandi balene come la balenottera azzurra).

### Produzione del suono negli odontoceti

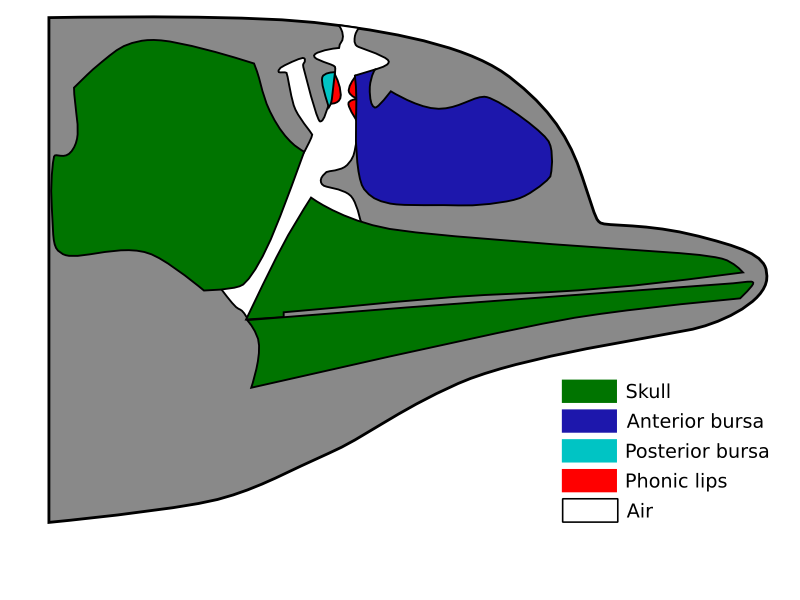
Testa di delfino schematizzata, che mostra le regioni coinvolte nella produzione del suono. Questa immagine è stata ridisegnata basandosi sul Cranford (2000).

Gli odontoceti non emettono i suoni lunghi e a bassa frequenza responsabili del canto delle balene. Producono invece rapide serie di fischi e click ad alta frequenza. I click singoli sono usati in genere per l'ecolocalizzazione, mentre gruppi di click e fischi sono usati per la comunicazione. Anche se grossi pod di delfini producono una notevole cacofonia di suoni differenti, molto poco si sa circa il significato di questi suoni. Frankell (1998) cita un ricercatore che paragona l'ascolto di un tale gruppo di delfini all'ascolto di un gruppo di bambini in un parco giochi.
I suoni sono prodotti facendo passare aria attraverso una struttura presente nella testa, simile alla cavità nasale dell'uomo, chiamata "labbra foniche" . Quando l'aria passa attraverso questo stretto passaggio, le membrane del labbro fonico vengono risucchiate assieme, provocando la vibrazione dei tessuti circostanti. Queste vibrazioni possono, come quelle nella laringe umana, essere controllate inconsciamente con grande sensibilità. Le vibrazioni passano attraverso il tessuto della testa fino al melone, che forma e dirige il suono in un raggio sonoro usato per l'ecolocalizzazione. Tutti gli odontoceti eccetto il capodoglio hanno due insiemi di labbra foniche e sono quindi in grado di produrre due suoni indipendentemente. Una volta che l'aria è passata attraverso le labbra foniche, entra nella sacca vestibolare. Da qui l'aria può essere riciclata nella parte inferiore del complesso nasale, pronta per essere usata per produrre altri suoni, o espulsa tramite lo sfiatatoio.
Il termine francese per "labbra foniche" — museau de singe — si traduce in "labbra di scimmia", che la struttura delle labbra foniche dovrebbe ricordare. Nuove analisi del cranio, fatte nel 2004 impiegando la tomografia assiale computerizzata e la tomografia a singola emissione di fotoni, mostrano che, almeno nel caso del Tursiope, l'aria può essere fornita dai polmoni al complesso nasale, tramite lo sfintere palatolaringeale, permettendo al processo di creazione dei suoni di continuare fintanto che il delfino è in grado di trattenere il respiro (Houser et al., 2004).

### Produzione del suono nelle balene
Le balene non hanno la struttura delle "labbra foniche". Posseggono invece una laringe che sembra giocare un ruolo principale nella produzione del suono, ma che è priva delle corde vocali. Gli scienziati restano quindi incerti sull'esatto funzionamento del meccanismo. Il processo comunque, non può essere completamente analogo a quello dell'uomo, poiché le balene non devono espirare per produrre suoni. È probabile che riciclino l'aria nel corpo a questo scopo. Anche i seni craniali possono essere usati per creare i suoni, ma ancora una volta i ricercatori non sanno spiegare come.

## Scopo dei suoni prodotti dalle balene
Mentre si ritiene che i complessi e cupi suoni della megattera (e di alcune balenottere azzurre) siano principalmente utilizzati per il corteggiamento (vedi la sezione successiva), i suoni più semplici di altre balene vengono utilizzati durante tutto l'anno. Mentre gli odontoceti (inclusa l'orca) sono in grado di utilizzare l'ecolocalizzazione (essenzialmente l'emissione di ultrasuoni) per rilevare la dimensione e la natura degli oggetti con molta precisione, questa capacità non è mai stata dimostrata per i misticeti. Inoltre, a differenza di alcuni pesci come gli squali, il senso dell'olfatto di una balena non è altamente sviluppato. Perciò, dato che la scarsa visibilità degli ambienti acquatici e il fatto che il suono viaggia così bene nell'acqua, suoni nella fascia udibile dall'uomo trovano un ruolo nella navigazione delle balene. Ad esempio, la profondità dell'acqua o la presenza di un grande ostacolo di fronte possono essere rilevati mediante i suoni vigorosi emessi dai misticeti.

## Il canto delle megattere

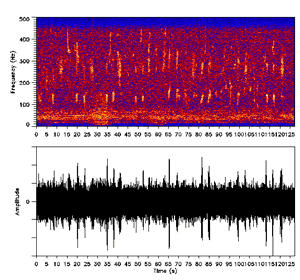
Megattera
spettrogramma, velocità 10x
—

Due gruppi di balene, le Megattere e le sottospecie di balenottera azzurra trovate nell'oceano indiano, sono note per la produzione dei suoni ripetitivi in varie frequenze conosciuti come canto delle balene. Il biologo marino Philip Clapham descrive il canto come il "probabilmente più complesso nel regno animale" (Clapham, 1996).
Le vocalizzazioni delle Megattere sono eseguite solo dai maschi e solo durante la stagione dell'accoppiamento, facendo supporre che lo scopo dei canti sia aiutare la selezione naturale. Se le canzoni siano un comportamento competitivo tra maschi che seguono uno stesso potenziale partner, un sistema per definire il territorio o una tecnica di corteggiamento da maschio a femmina non è conosciuto ed è tuttora soggetto di studi.
L'interesse per il canto delle balene venne sollecitato dai ricercatori Roger Payne e Scott McVay, che analizzarono i canti nel 1971. I canti seguono una struttura distinta e gerarchica. Le unità di base del canto (talvolta chiamate "note" per praticità) sono emissioni unitarie ed ininterrotte di suoni che persistono fino ad alcuni secondi. Questi suoni variano in frequenza da 20 Hz a 10 kHz (la banda tipicamente udibile da un umano è da 20 Hz a 20 kHz). Le unità possono essere modulate in frequenza (es. la tonalità può salire, scendere o rimanere costante durante la nota) o anche modulato in ampiezza (salire di volume o diventare più silente).
Una collezione di quattro o cinque unità è conosciuta come sotto-frase, che dura forse dieci secondi. Una collezione delle due sotto-frasi costituisce una frase. Una balena ripete tipicamente la stessa frase da due a quattro minuti (fenomeno conosciuto come tema). Una collezione di temi è riconosciuta come un canto. La balena ripeterà lo stesso canto, che dura forse venti minuti, di nuovo e di nuovo nel corso delle ore o persino dei giorni. Questa gerarchia a "matrioska" dei suoni ha catturato l'immaginazione degli scienziati.
Inoltre, ogni canto di balena evolve lentamente col tempo. Ad esempio nel corso di un mese una particolare unità che era cominciata come una tonalità con gradazione verso l'alto (con aumento di frequenza) può lentamente appiattirsi e divenire una nota costante, mentre un'altra unità può prontamente aumentare di volume. Cambia anche il ritmo di evoluzione del canto di una balena - in alcuni anni il canto può variare abbastanza velocemente, in altri anni potrebbe non essere annotata una grande variazione.

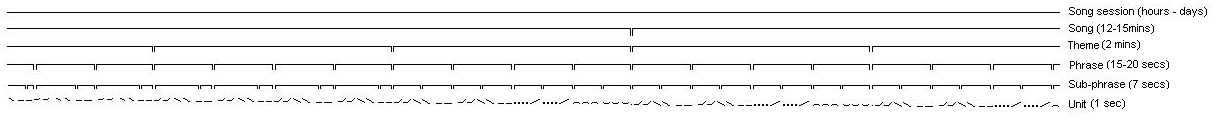
Schematizzazione idealizzata del suono di una megattera.
Ridisegnato da Payne e altri (1983)

Balene che occupano le stesse regioni geografiche tendono a cantare canzoni simili, solo con leggere variazioni. Balene che vivono in regioni che non si sovrappongono cantano collezioni di unità completamente differenti.
Man mano che la canzone evolve sembra che i vecchi motivi non vengano rivisitati. Un'analisi di 19 anni di canzoni di balena ha trovato che, nonostante si potessero ritrovare dei motivi generali nella canzone, le stesse combinazioni non ricorrevano mai.
Le megattere possono inoltre produrre suoni isolati che non fanno parte di una canzone, in particolare durante i rituali di corteggiamento. Le megattere producono inoltre una terza classe di suoni detti richiamo del pasto (feeding call). Questo è un suono prolungato da cinque a dieci secondi, con frequenza quasi costante. Le megattere generalmente si nutrono cooperativamente raggruppandosi, nuotando sotto banchi di pesci e tagliando verticalmente attraverso il pesce e contemporaneamente fuori dall'acqua. Prima di questi movimenti le balene eseguono i loro feeding call. Lo scopo esatto del richiamo non è conosciuto, ma le ricerche suggeriscono che i pesci sappiano riconoscerli. Quando il suono venne riprodotto su di esse, un gruppo di aringhe rispose fuggendo, anche se non era presente alcuna balena.
Alcuni scienziati pensano che i suoni prodotti dalle megattere possano servire anche per l'ecolocalizzazione, ma questa teoria è criticata da altri studiosi.

## Altri suoni delle balene
La maggior parte delle balene emette suoni a circa 15-20 Hz. I biologi marini del Woods Hole Oceanographic Institution hanno tuttavia riportato nel New Scientist del dicembre 2004 di aver tenuto traccia di un esemplare unico nel Pacifico del nord per dodici anni che "cantava" ad una frequenza di circa 52 Hz, chiamato quindi balena 52-hertz. Gli scienziati sono attualmente incapaci di spiegare questa differenza così significativa dalla norma; comunque sono sicuri che si tratti di un misticeto, in quanto l'impronta sonora è chiaramente quella di un animale di tale tipologia, e che sia estremamente improbabile che sia di una nuova specie, suggerendo che le specie attualmente conosciute abbiano un raggio vocale più largo di quanto si riteneva in precedenza.
La maggior parte delle balene e dei delfini producono suoni con vari gradi di complessità. Di particolare interesse è il Beluga (il "canarino del mare"), che produce un'immensa varietà di fischi, click e pulsazioni.

## Interazione con gli umani
Sebbene alcuni osservatori suggeriscano che il fascino esercitato dal canto delle balene sia dovuto semplicemente al fatto che gli animali vivano sotto la superficie del mare, la maggior parte degli scienziati dei mammiferi marini crede che i suoni svolgano una funzione particolarmente vitale nello sviluppo e benessere dei cetacei. Potrebbe essere obiettato che i contrari alla caccia alle balene abbiano antropomorfizzato questo comportamento per avvalorare le loro richieste. Dalla parte opposta, le nazioni favorevoli alla caccia alle balene sono forse disposte a minimizzare il significato dei suoni, facendo notare per esempio che vi sia poco significato da interpretare nel muggito dei bovini.

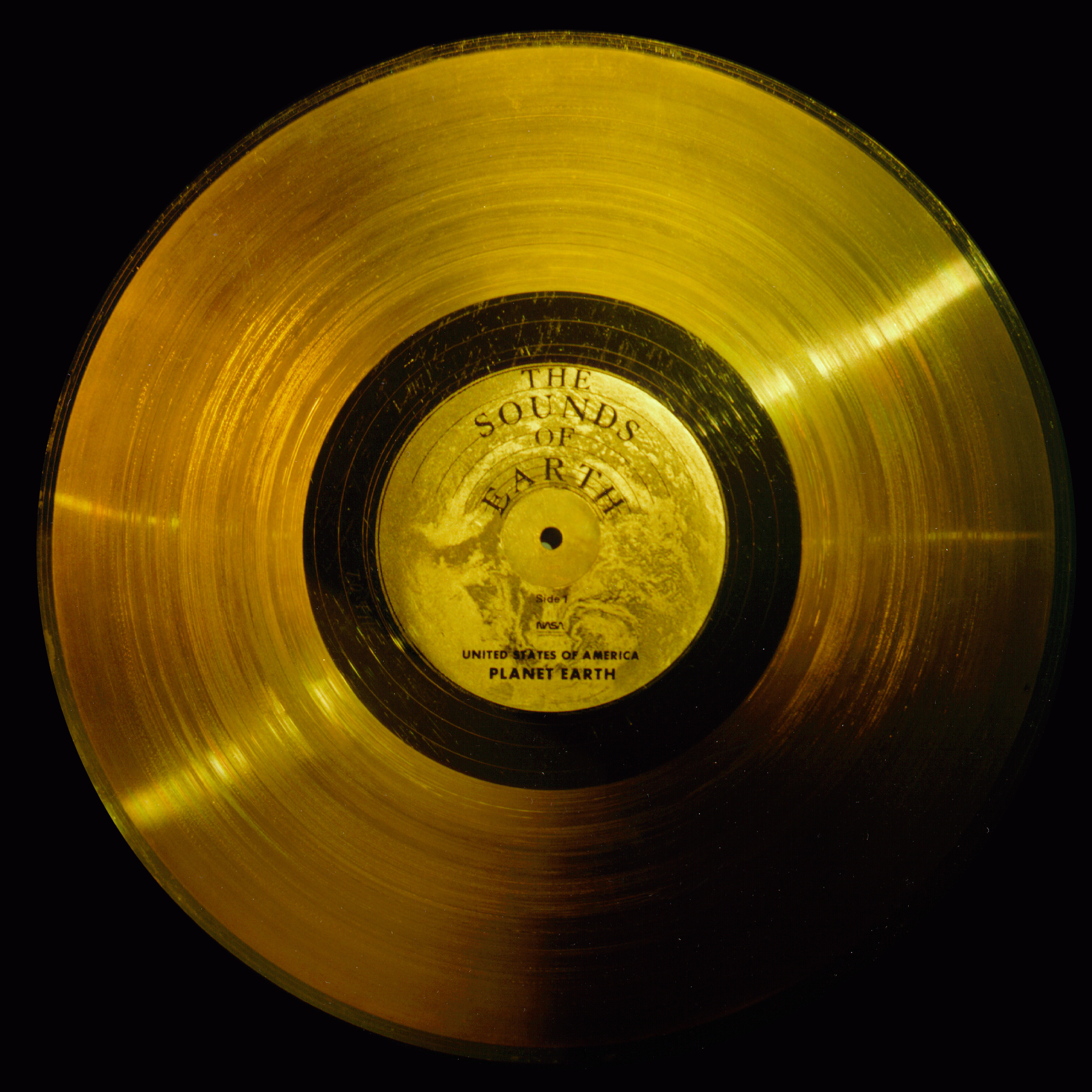
Il Voyager Golden Record ha portato il canto delle balene nello spazio, assieme ad altri suoni che rappresentano il pianeta Terra.

I ricercatori utilizzano idrofoni (spesso riadattati dal loro uso di origine militare, per tenere traccia dei sottomarini), per accertare la provenienza esatta dei rumori. I loro metodi permettono anche di rilevare quanto lontano un suono viaggi attraverso l'oceano. Una ricerca del Dr. Christopher Clark della Cornell University, condotta utilizzando trenta anni di dati militari ha mostrato che i suoni delle balene viaggiano fino a 3000 chilometri. Oltre a fornire informazioni sulla produzione dei canti, i dati permettono ai ricercatori di seguire i percorsi migratori durante la stagione "canora" (dell'accoppiamento).
Clark sostiene che prima dell'introduzione dei suoni di origine umana, i rumori potevano viaggiare direttamente da una sponda all'altra dell'oceano. La sua ricerca indica che il rumore ambientale dalle imbarcazioni raddoppia ogni decade. Questo ha l'effetto di dimezzare la portata dei suoni delle balene. Coloro che credono che i canti delle balene siano significativi per un continuato benessere delle popolazioni sono particolarmente preoccupati per questo aumento del rumore ambientale. Altre ricerche hanno mostrato che l'aumentato traffico di imbarcazioni, ad esempio nelle acque al largo di Vancouver, ha fatto sì che alcune orche abbiano cambiato la frequenza e aumentato il volume dei loro suoni, apparentemente nel tentativo di continuare ad ascoltarsi. Gli ambientalisti temono che le attività delle imbarcazioni stiano sottoponendo gli animali a stress eccessivi, e anche che ne ostacolino la ricerca di un partner per l'accoppiamento.

## Media
- Il canto di una megattera (info)
- Vocalizzazioni di una megattera (info)
- Il canto di un'orca (info)
- Il canto di un'orca (info)
- Vocalizzazioni di un'orca (info)